# Baila de Ibio

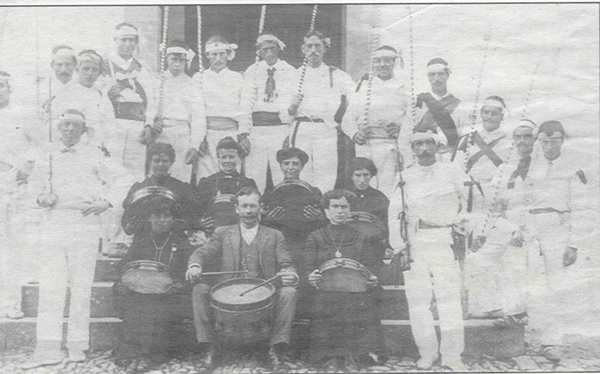
Dansaires i músics en la danza de las lanzas de Ruiloba el 1925, anàloga a la baila de Ibio.

La baila de Ibio o danza de Ibio és una peça tradicional del folklore de Cantàbria, i una de les manifestacions més populars de la cultura de Cantàbria.
L'origen de la balla es troba, principalment, en la danza de las lanzas de Ruiloba, on encara es conserva per tradició i és possible gaudir la seva execució a les festes patronals.
Aquesta dansa, d'origen guerrer, va ser modificada per Matilde de la Torre Gutiérrez, fundadora de l'agrupació Voces Cántabras, entorn de l'any 1931, i representada a la festa anual de la Societat Anglesa de Danses Folklòriques. Posteriorment, Matilde de la Torre Gutiérrez recolliria en una sèrie d'articles recopilats sota el títol La Montaña en Inglaterra, l'èxit que la dansa va tenir en aquell festival.
Actualment és representada en múltiples festivitats de la regió, i en particular, en la celebració de les festes de Sant Pantaleó, el 27 de juliol a Ibio (Mazcuerras).